# BLACKstreet
BLACKstreet ist eine US-amerikanische R&B-/Hip-Hop-Gruppe.

## Geschichte
BLACKstreet wurde 1992 gegründet und feierte 1993 erste Erfolge. 1994 veröffentlichte die Band ihr Debüt-Album BLACKstreet als Folge der 1993 veröffentlichten Debüt-Single „Baby Be Mine“, die sich lediglich in den US-amerikanischen R&B-Charts platzieren konnte. Das Album jedoch erreichte Platinstatus und verkaufte sich über eine Million Mal und die darauffolgenden Singles platzierten sich in den Top Ten.
Der Durchbruch gelang jedoch erst 1996 mit dem 4-fach-Platin-Album Another Level und dem Hit „No Diggity“, der sich auch international platzierte: Top 20 in Australien, Frankreich, Deutschland, Schweiz und Österreich, Top 10 in Schweden, Norwegen, Großbritannien, den Niederlanden und Nummer 1 in Neuseeland und den Vereinigten Staaten. Insgesamt gelang es ihnen in den nächsten 2 Jahren (jeweils in Neuseeland), zwei weitere Nummer-1-Hits zu landen: „Don't Leave Me“ und „Take Me There“, ein Duett mit der Sängerin Mýa.
In Deutschland gelang es kaum, an ältere Erfolge anzuknüpfen. Selbst mit der Erfolgsnummer „Girlfriend/Boyfriend“ mit Janet Jackson, Ja Rule und Eve erreichten sie nur Platz 98 der deutschen Charts, während in Japan, Südafrika, Neuseeland und in Großbritannien die Top 20 erreicht wurden. Obwohl die Single relativ großen Anklang fand und in den Charts fast überall die Top40 erreichte, verkaufte sich das Album nur knapp mehr als 500.000-mal und war das bis dahin am schwächsten verkaufte.
Nach der Single mit Janet Jackson folgten, außer einigen Kollaborationen mit der bereits genannten Janet und mit Ma$e, welche internationale Erfolge waren, keine Singles mehr und die Gruppe legte eine dreijährige Pause ein, um dann 2002 die Studioarbeiten für ihr 2003 veröffentlichtes Album „Level II“ zu beginnen. Doch die Comeback-Singles „Wizzy Wow“ und „Deep“ konnten kaum Aufmerksamkeit erregen. Außer in Großbritannien und den amerikanischen R&B-Charts platzierten sich die Lieder nirgendwo. Es erfolgte ein Labelwechsel zu Dreamworks Records.

## Diskografie

### Studioalben
| Jahr | Titel         | Höchstplatzierung, Gesamtwochen, AuszeichnungChartplatzierungen (Jahr, Titel, Platzierungen, Wochen, Auszeichnungen, Anmerkungen) | Höchstplatzierung, Gesamtwochen, AuszeichnungChartplatzierungen (Jahr, Titel, Platzierungen, Wochen, Auszeichnungen, Anmerkungen) | Höchstplatzierung, Gesamtwochen, AuszeichnungChartplatzierungen (Jahr, Titel, Platzierungen, Wochen, Auszeichnungen, Anmerkungen) | Höchstplatzierung, Gesamtwochen, AuszeichnungChartplatzierungen (Jahr, Titel, Platzierungen, Wochen, Auszeichnungen, Anmerkungen) | Anmerkungen                                                   |
| Jahr | Titel         | DE | CH | UK | US | Anmerkungen                                                   |
| ---- | ------------- | --- | --- | --- | --- | ------------------------------------------------------------- |
| 1994 | Blackstreet   | — | — | UK35 Silber · (9 Wo.)UK | US52 Platin · (51 Wo.)US | Erstveröffentlichung: 21. Juni 1994 Verkäufe: + 1.060.000     |
| 1996 | Another Level | DE47 (22 Wo.)DE | CH19 (9 Wo.)CH | UK26 Gold · (38 Wo.)UK | US3 ×4Vierfachplatin · (60 Wo.)US                                                                                                 | Erstveröffentlichung: 9. September 1996 Verkäufe: + 4.115.000 |
| 1999 | Finally       | DE34 (6 Wo.)DE | CH34 (4 Wo.)CH | UK27 (5 Wo.)UK | US9 Gold · (12 Wo.)US | Erstveröffentlichung: 23. März 1999 Verkäufe: + 500.000       |
| 2003 | Level II      | — | — | — | US14 (5 Wo.)US | Erstveröffentlichung: 11. März 2003                           |

### Kompilationen
- 2003: No Diggity: The Very Best of BLACKstreet
- 2004: 20th Century Masters – Millennium Collection: The Best of BLACKstreet

### Singles als Leadmusiker
| Jahr | Titel Album                                               | Höchstplatzierung, Gesamtwochen, AuszeichnungChartplatzierungen (Jahr, Titel, Album, Platzierungen, Wochen, Auszeichnungen, Anmerkungen) | Höchstplatzierung, Gesamtwochen, AuszeichnungChartplatzierungen (Jahr, Titel, Album, Platzierungen, Wochen, Auszeichnungen, Anmerkungen) | Höchstplatzierung, Gesamtwochen, AuszeichnungChartplatzierungen (Jahr, Titel, Album, Platzierungen, Wochen, Auszeichnungen, Anmerkungen) | Höchstplatzierung, Gesamtwochen, AuszeichnungChartplatzierungen (Jahr, Titel, Album, Platzierungen, Wochen, Auszeichnungen, Anmerkungen) | Höchstplatzierung, Gesamtwochen, AuszeichnungChartplatzierungen (Jahr, Titel, Album, Platzierungen, Wochen, Auszeichnungen, Anmerkungen) | Anmerkungen                                                            |
| Jahr | Titel Album                                               | DE | AT | CH | UK | US | Anmerkungen                                                            |
| ---- | --------------------------------------------------------- | --- | --- | --- | --- | --- | ---------------------------------------------------------------------- |
| 1993 | Baby Be Mine Blackstreet                                  | — | — | — | UK37 (3 Wo.)UK | — | Erstveröffentlichung: 23. Februar 1993                                 |
| 1994 | Booti Call Blackstreet                                    | — | — | — | UK56 (2 Wo.)UK | US34 (20 Wo.)US | Erstveröffentlichung: 28. Juli 1994                                    |
| 1994 | Before I Let You Go Blackstreet                           | — | — | — | — | US7 (27 Wo.)US | Erstveröffentlichung: 22. November 1995                                |
| 1995 | U Blow My Mind Blackstreet                                | — | — | — | UK39 (2 Wo.)UK | — | Erstveröffentlichung: Januar 1995                                      |
| 1995 | Joy Blackstreet                                           | — | — | — | UK56 (2 Wo.)UK | US43 (13 Wo.)US | Erstveröffentlichung: 21. März 1995                                    |
| 1995 | Tonight’s the Night Blackstreet                           | — | — | — | — | US80 (7 Wo.)US | Erstveröffentlichung: 1. August 1995 feat. SWV                         |
| 1996 | No Diggity Another Level                                  | DE14 Gold · (20 Wo.)DE | AT16 (12 Wo.)AT | CH11 (18 Wo.)CH | UK9 ×3Dreifachplatin · (35 Wo.)UK | US1 Platin · (31 Wo.)US | Erstveröffentlichung: 29. Juli 1996 feat. Dr. Dre & Queen Pen          |
| 1997 | Don’t Leave Me Another Level                              | DE23 (17 Wo.)DE | — | CH27 (7 Wo.)CH | UK6 Silber · (10 Wo.)UK | — | Erstveröffentlichung: März 1997                                        |
| 1997 | Fix Another Level                                         | DE67 (9 Wo.)DE | — | — | UK7 (9 Wo.)UK | US58 (10 Wo.)US | Erstveröffentlichung: Juli 1997 feat. Ol’ Dirty Bastard & Slash        |
| 1997 | (Money Can’t) Buy Me Love Another Level                   | — | — | — | UK18 (6 Wo.)UK | — | Erstveröffentlichung: November 1997                                    |
| 1998 | Take Me There Finally / Rugrats in Paris – Der Film (OST) | DE58 (9 Wo.)DE | — | — | UK7 (10 Wo.)UK | US14 (17 Wo.)US | Erstveröffentlichung: Dezember 1998 feat. Mýa, Ma$e & Blinky Blink     |
| 1999 | Girlfriend/Boyfriend Finally                              | DE98 (1 Wo.)DE | — | — | UK11 (9 Wo.)UK | US47 (11 Wo.)US | Erstveröffentlichung: 5. April 1999 feat. Janet Jackson, Eve & Ja Rule |
| 2002 | Wizzy Wow Level II                                        | — | — | — | UK37 (2 Wo.)UK | — | Erstveröffentlichung: 2002 feat. Mystikal                              |

Weitere Singles
- 1997: Never Gonna Let You Go
- 1998: I Can’t Get You (Out of My Mind)
- 1999: Yo Love
- 1999: Think About You
- 2002: Deep
- 2003: Billie Jean

### Singles als Gastmusiker
| Jahr | Titel Album                             | Höchstplatzierung, Gesamtwochen, AuszeichnungChartplatzierungen (Jahr, Titel, Album, Platzierungen, Wochen, Auszeichnungen, Anmerkungen) | Höchstplatzierung, Gesamtwochen, AuszeichnungChartplatzierungen (Jahr, Titel, Album, Platzierungen, Wochen, Auszeichnungen, Anmerkungen) | Höchstplatzierung, Gesamtwochen, AuszeichnungChartplatzierungen (Jahr, Titel, Album, Platzierungen, Wochen, Auszeichnungen, Anmerkungen) | Höchstplatzierung, Gesamtwochen, AuszeichnungChartplatzierungen (Jahr, Titel, Album, Platzierungen, Wochen, Auszeichnungen, Anmerkungen) | Anmerkungen                                                           |
| Jahr | Titel Album                             | DE | CH | UK | US | Anmerkungen                                                           |
| ---- | --------------------------------------- | --- | --- | --- | --- | --------------------------------------------------------------------- |
| 1996 | Get Me Home I’ll Na Na                  | — | — | UK11 (5 Wo.)UK | — | Erstveröffentlichung: 15. September 1996 Foxy Brown feat. BLACKstreet |
| 1998 | The City Is Mine In My Lifetime, Vol. 1 | DE28 (16 Wo.)DE | — | UK38 (2 Wo.)UK | US52 (20 Wo.)US | Erstveröffentlichung: 3. Februar 1998 Jay-Z feat. BLACKstreet         |
| 1998 | I Get Lonely (remix) The Velvet Rope    | DE75 (9 Wo.)DE | CH41 (7 Wo.)CH | UK5 (7 Wo.)UK | US3 (20 Wo.)US | Erstveröffentlichung: Februar 1998 Janet Jackson feat. BLACKstreet    |
| 1999 | Get Ready Double Up                     | DE86 (5 Wo.)DE | — | UK32 (4 Wo.)UK | — | Erstveröffentlichung: 29. Mai 1999 Ma$e feat. BLACKstreet             |

## Auszeichnungen für Musikverkäufe
| Goldene Schallplatte - Australien - 1997: für die Single No Diggity - Belgien - 1997: für die Single No Diggity - Frankreich - 1998: für das Album Another Level - Italien - 2024: für die Single No Diggity - Kanada - 1999: für das Album Finally - Neuseeland - 1997: für die Single Don’t Leave Me - Niederlande - 1997: für das Album Another Level - Norwegen - 1997: für die Single No Diggity - Schweden - 1998: für die Single No Diggity | Platin-Schallplatte - Dänemark - 2020: für die Single No Diggity - Neuseeland - 1999: für die Single Take Me There - 2024: für das Album Another Level 2× Platin-Schallplatte - Kanada - 1997: für das Album Another Level 5× Platin-Schallplatte - Neuseeland - 2024: für die Single No Diggity |

Anmerkung: Auszeichnungen in Ländern aus den Charttabellen bzw. Chartboxen sind in ebendiesen zu finden.
| Land/RegionAuszeichnungen für Musikverkäufe (Land/Region, Auszeichnungen, Verkäufe, Quellen) | Silber     | Gold       | Platin       | Verkäufe  | Quellen                           |
| -------------------------------------------------------------------------------------------- | ---------- | ---------- | ------------ | --------- | --------------------------------- |
| Australien (ARIA)                                                                            | —          | Gold1      | —            | 35.000    | aria.com.au                       |
| Belgien (BRMA)                                                                               | —          | Gold1      | —            | 25.000    | ultratop.be                       |
| Dänemark (IFPI)                                                                              | —          | —          | Platin1      | 90.000    | ifpi.dk                           |
| Deutschland (BVMI)                                                                           | —          | Gold1      | —            | 250.000   | musikindustrie.de                 |
| Frankreich (SNEP)                                                                            | —          | Gold1      | —            | 100.000   | snepmusique.com                   |
| Italien (FIMI)                                                                               | —          | Gold1      | —            | 50.000    | fimi.it                           |
| Kanada (MC)                                                                                  | —          | Gold1      | 2× Platin2   | 250.000   | musiccanada.com                   |
| Neuseeland (RMNZ)                                                                            | —          | Gold1      | 7× Platin7   | 180.000   | aotearoamusiccharts.co.nz NZ2 NZ3 |
| Niederlande (NVPI)                                                                           | —          | Gold1      | —            | 50.000    | nvpi.nl                           |
| Norwegen (IFPI)                                                                              | —          | Gold1      | —            | 10.000    | ifpi.no                           |
| Schweden (IFPI)                                                                              | —          | Gold1      | —            | 25.000    | ifpi.se                           |
| Vereinigte Staaten (RIAA)                                                                    | —          | Gold1      | 6× Platin6   | 6.500.000 | riaa.com                          |
| Vereinigtes Königreich (BPI)                                                                 | 2× Silber2 | Gold1      | 3× Platin3   | 2.160.000 | bpi.co.uk                         |
| Insgesamt                                                                                    | 2× Silber2 | 12× Gold12 | 19× Platin19 |           |                                   |